# Gambrus amoenus
Gambrus amoenus là một loài tò vò trong họ Ichneumonidae.